# Gustave de Suède (1568-1607)
Titre
Prince héritier de Suède
28 janvier – 29 septembre 1568
(8 mois et 1 jour)
Pour les articles homonymes, voir Gustave de Suède (homonymie).
Gustave de Suède (en suédois : Gustav Eriksson Vasa) né le 28 janvier 1568 à Stockholm et mort le 22 février 1607 à Kachine est un prince suédois de la Maison Vasa. Il est prince héritier de Suède en 1568.

## Biographie
Fils du roi Éric XIV de Suède et de Karin Månsdotter, Gustave naît au palais royal de Stockholm et est éphémèrement prince héritier avant que son père ne soit détrôné huit mois plus tard. Vers 1575, il doit partir en exil et va vivre dans la détresse et la pauvreté en Pologne.
En août 1599, le prince Gustave arrive à Moscou pour se fiancer à Xenia, fille du tsar Boris Godounov, mais la vie dissolue du prince amena le souverain à rompre leurs fiançailles. Il reçoit cependant en compensation la principauté d'Ouglitch ou il réside jusqu'à l'accession au trône du Faux Dimitri, qui l'emprisonne à Iaroslavl sur les recommandations de son allié Sigismond III de Pologne, fils de Jean III de Suède et cousin de Gustave.
Après la mort du Faux Dimitri, le nouveau tsar Vassili IV Chouiski le libère et l'envoie vivre à Kachine où il meurt en 1607. Il est enterré au monastère Dmitrov.